# Hintere Engehalde
Die Hintere Engehalde (auch: Hinderi Ängihalde) ist ein Quartier der Stadt Bern. Es gehört zu den 2011 bernweit festgelegten 114 gebräuchlichen Quartieren und liegt im Stadtteil II Länggasse-Felsenau, dort im statistischen Bezirk Felsenau. Das Quartier liegt am Westufer der Aare auf der Engehalbinsel am Hang. Es schliesst sich an die Vordere Engehalde ab dem Stauwehr Engehalde an. Im Westen grenzt das Quartier an Äussere Enge und Rossfeld, im Norden an Aaregg.
Im Jahr 2022 wurden 449 Einwohner angegeben, davon 353 Schweizer und 96 Ausländer.
Die Wohnbebauung ist vor allem terrassenförmig zum Ufer der Aare hin angelegt.
Das Quartier wird vom Felsenauviadukt der Autobahn A1 überspannt.
Die RBS verbindet über den S-Bahnhof Bern-Felsenau mit dem Zentrum. Die Buslinie 21 sowie die Die Buslinie 34 der RBS verbinden das Quartier mit dem Zentrum.